# Johan Jarlén
Johan Jarlén (Gotemburgo, 4 de novembro de 1880 — Gotemburgo, 18 de abril de 1955) foi um ginasta sueco que competiu em provas de ginástica artística.
Jarlén é o detentor de uma medalha olímpica, conquistada na edição britânica, os Jogos de Londres, em 1908. Nesta ocasião, competiu como ginasta na prova coletiva. Ao lado de outros 37 companheiros, conquistou a medalha de ouro, após superar as nações da Noruega e da Finlândia.